# Regiment Jegrów Ziemi Bielskiej
Regiment Jegrów Ziemi Bielskiej – polski oddział piechoty wchodzący w skład wojsk powstańczych okresu insurekcji kościuszkowskiej.

## Formowanie i walki
Formowaniem oddziałów powstańczych na terenie województwa podlaskiego kierował  generał ziemiański ziemi bielskiej Andrzej Karwowski. Do 17 maja formował tylko jeden batalion strzelców. Po tym dniu uzyskał zezwolenie Kościuszki na utworzenie drugiego batalionu. Łączny etat obu batalionów przewidywał 1390 żołnierzy. 6 czerwca liczyły one razem 501 głów, 10 lipca – 720, 21 września – 615, a 3 października – 612. Na uzbrojeniu regiment posiadał 527 karabinów.

## Żołnierze regimentu
Korpus oficerski II batalionu stanowili w większości oficerowie z 5 regimentu. Byli to: płk Antoni Cetys, mjr Ignacy Kamieński, kpt. Teodor Piotrowski, por. Wiszowaty, kpt. Józef Mrozowski, por. Mościcki, por. Błażejewski, por. Kuligowski, ppor. Michał Mrozowski, ppor. Topolski, ppor. Zwiardowski, ppor. Łazowski, ppor. Jan Bystry.

## Dowódcy regimentu
- gen. mjr  Andrzej Karwowski (szef)
- płk Antoni Cetys